# Домиция Луцилла
Доми́ция Луци́лла Мла́дшая (лат. Domitia Lucilla Minor; умерла между 155 и 161 годами, Римская империя) — римская матрона, мать римского императора Марка Аврелия.

## Происхождение
Луцилла была дочерью Домиции Луциллы Старшей (лат. Domitia Lucilla Maior) и патриция Публия Домиция Кальвизия Тулла Рузона, а также приходилась племянницей Гнею Домицию Лукану, римскому сенатору и военачальнику. Дед по материнской линии Домиции Луциллы, Луций Катилий Север, был дважды консулом и занимал должность префекта города. Отец Луциллы служил консулом в 109 году н. э., а дата его второго консульства неизвестна.
Луцилла через свою мать унаследовала огромное состояние, которое включало в себя черепичное и кирпичное производство недалеко от Рима, вблизи реки Тибр. Оно поставляло кирпич для некоторых из самых известных памятников Рима, включая Колизей, Пантеон и рынок Траяна, а также экспортировало его в Галлию, Испанию, Северную Африку и по всему Средиземноморью.

## Замужество
Луцилла вышла замуж за Марка Анния Вера, претора из богатой сенаторской семьи. Сестра Вера Фаустина Старшая была женой римского императора Антонина Пия. Вер был племянником Вибии Сабины, жены императора Адриана, а его бабушкой по материнской линии была Салонина Матидия (племянница римского императора Траяна). У Вера и Луциллы было двое детей: сын, будущий римский император Марк Аврелий (родился 26 апреля 121 года) и дочь Анния Корнифиция Фаустина (родилась в 122 или 123 году).

## Вдовство
В 124 году умер муж Луциллы. Её дети были воспитаны ею самой и усыновлены её свёкром. 
В доме Луциллы будущий римский император Дидий Юлиан получал своё образование и благодаря её поддержке смог начать свою юридическую карьеру. 
Луцилла была очень богатой и влиятельной женщиной. В своих размышлениях Марк Аврелий описывал её как «благочестивого и великодушного» человека, который жил простой жизнью. Последние годы своей жизни она прожила с сыном в Риме. 
Кирпичи и плитка из глиняных полей, принадлежавших Домитии Луккуле, использовались при строительстве многих великих сооружений Рима, особенно в новом портовом городе Портус.
Домития дожила до того, чтобы увидеть, как ее сын стал наследником императорского трона, а после ее смерти она оставила свои прибыльные кирпичные производства дочери, сестре Марка, Аннии Корнифиции.
Изысканный римский бюст был обнаружен 23 марта 1933 года командой строителей, рывших канал в Шершелле, Алжир. Сегодня он выставлен в замечательном Археологическом музее Шершелла.